# Église Saint-Didier d'Aoste
Pour les articles homonymes, voir Église Saint-Didier.
L'église Saint-Didier est une église romane d'Aoste (Isère).

## Localisation
Elle est située dans le hameau de Saint-Didier, à l'extrémité nord de la commune d'Aoste et au débouché du pont de Cordon. La Bièvre, affluent du Rhône, longe le hameau et le sépare de la commune des Avenières depuis la Révolution.

## Histoire
L'église Saint-Didier fut paroissiale jusqu'en 1790, lorsque le hameau fut rattaché à la commune d'Aoste.

## Description
L'église Saint-Didier d'Aoste est une petite construction de style roman dont les plus anciennes parties (nef, chœur) remontent au XIIe siècle. Rectangulaire, de plan basilical à nef unique charpentée, elle est orientée nord-ouest sud-est. La travée du chœur est couverte par une coupole sur trompes, un dispositif peu courant dans la région permettant de passer du plan carré au sol au plan circulaire du plafond. Elle est surmontée d'un clocher carré. Elle se termine par une abside voûtée en cul-de-four. Certaines pierres du chainage d'angle de la façade sont des blocs gallo-romains prélevés soit dans la ville romaine de Vicus Augustus (l'Aoste gallo-romaine), soit dans l'ancien pont construit sur le Rhône à proximité.
Le chœur de l'église conserve des fragments de fresques des XIIe et XIIIe siècles représentant saint Didier, évêque de Vienne martyrisé en 607, et probablement saint Anthelme, administrateur de la Chartreuse de Portes puis évêque de Belley au XIIe siècle,.
L'abside est semi-circulaire.
Le revêtement externe des murs gouttereaux est marqué d'une bande évoquant la présence d'une ancienne litre seigneuriale extérieure, une autre litre est conservée à l'intérieur.
Son mobilier liturgique et son trésor dont une partie est classée sont visibles au musée gallo-romain d'Aoste. La pièce la plus remarquable est un tabernacle baroque en bois du XVIIe siècle exhumé en 1990 et restauré par les ateliers du Louvre,.

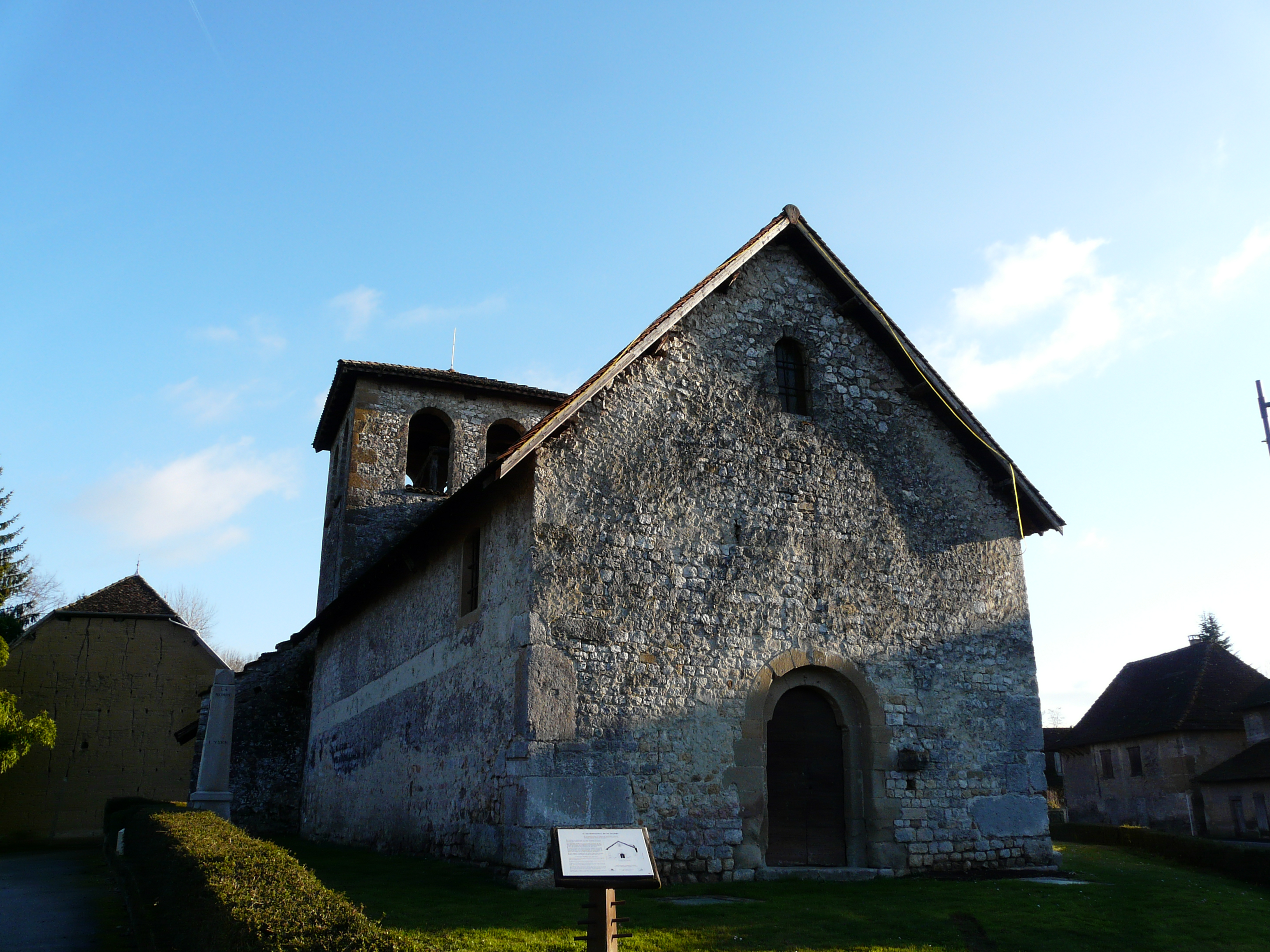
Façade et clocher
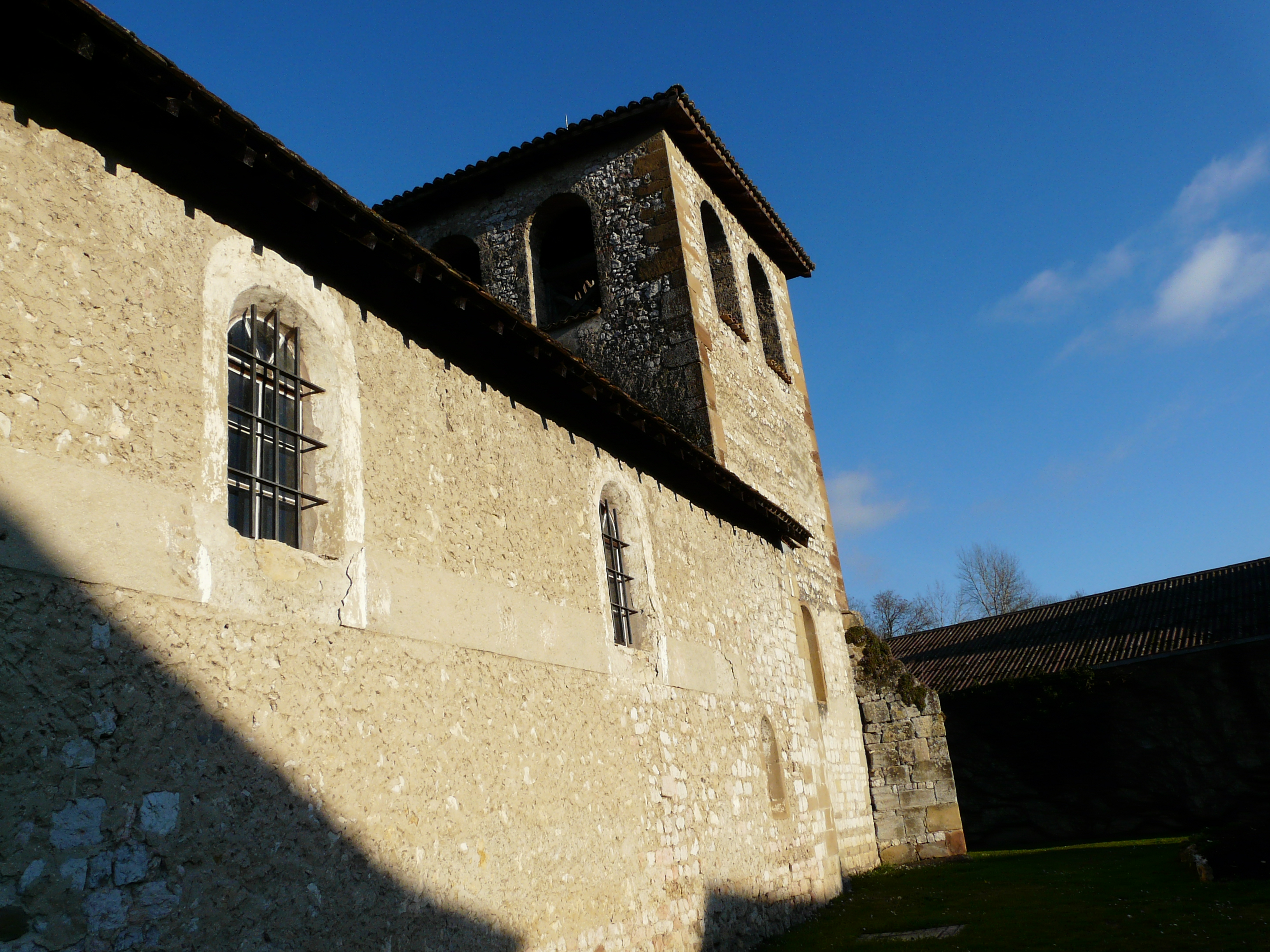
Mur nord et bande de l'ancienne litre seigneuriale
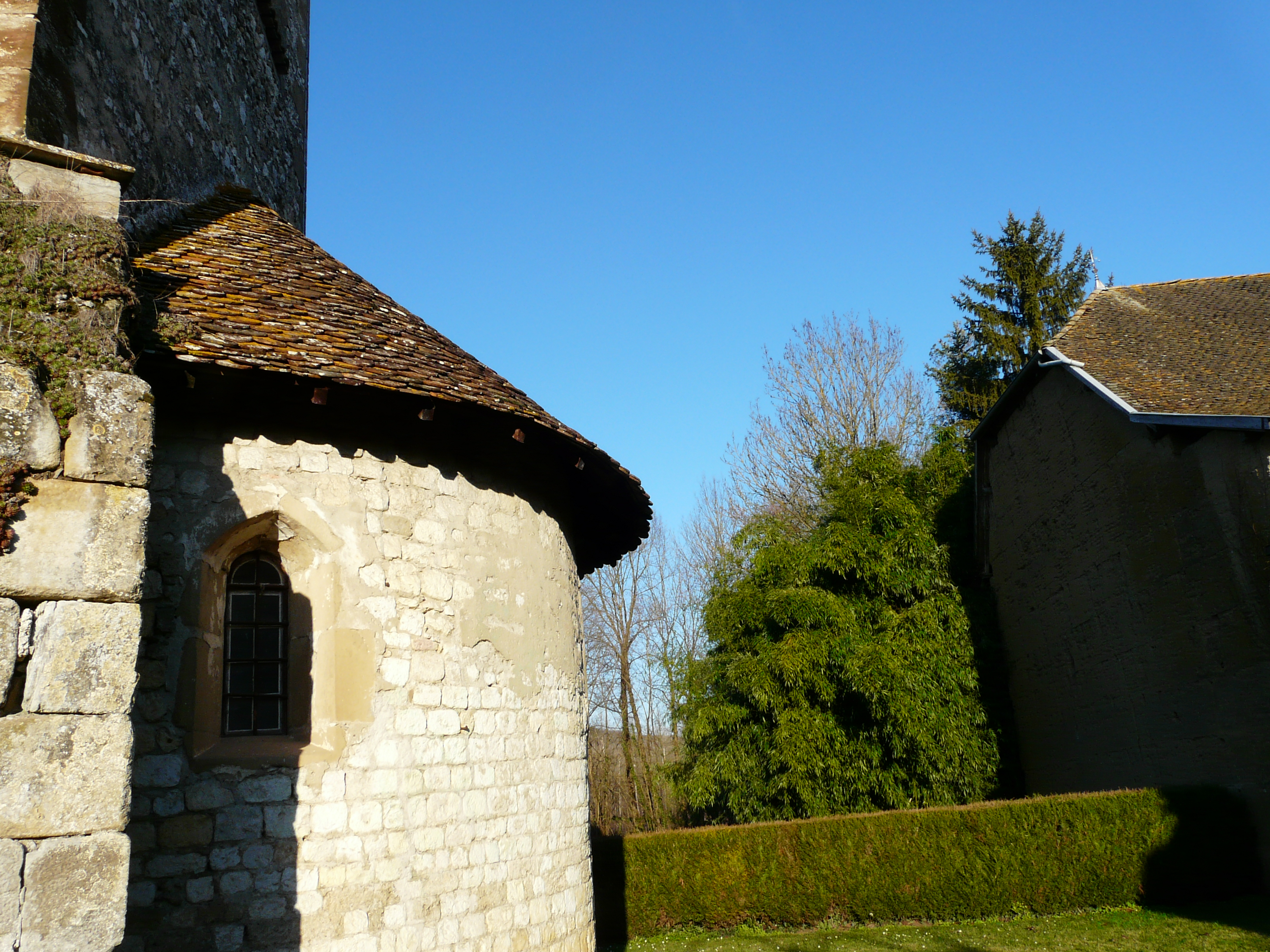
Abside.
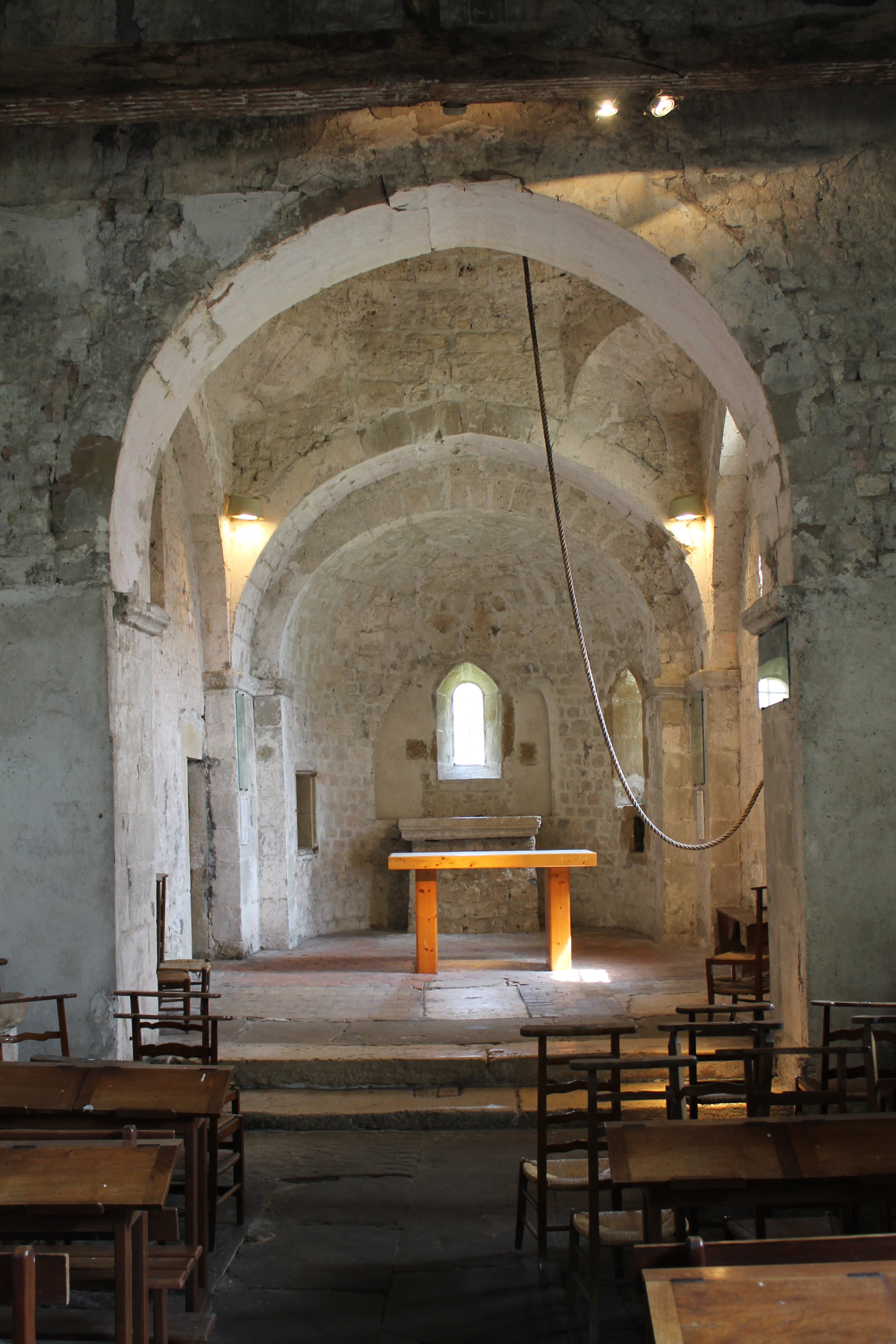
Intérieur de l'église Saint-Didier.